# Bernard Glemser
Bernard Glemser (Londra, 20 maggio 1908 – New York, 3 aprile 1990) è stato uno scrittore britannico.
Ha pubblicato vari libri, di cui  alcuni testi  con lo pseudonimo di Robert Crane ed altri come Geraldine Napier.

## Biografia
Nel corso della Seconda Guerra Mondiale è stato ufficiale dell'Intelligence della RAF, lavorando poi, sempre per la Gran Bretagna, negli USA.
Dimessosi si è dedicato alla scrittura pubblicando vari romanzi, racconti di fantascienza, libri per ragazzi e saggi.

## Opere
- Love for Each Other, (1946)
- Radar Commandos (1953)
- L'occhio Invisibile (Hero's Walk, 1954). Traduzione di Stanis La Bruna, Urania n. 91, Arnoldo Mondadori Editore, 1955
- Gallery of Women (1957)
- Girl on the Wing' (1960)
- Man Against Cancer (1969)
- The Super-Jet Girls (1971)
- The 60th Monarch (1974)
- Grand Opening (1976)
- All About Biology